# Kina i olympiska vinterspelen 1988
Kina deltog med 13 deltagare vid de olympiska vinterspelen 1988 i Calgary. Ingen av landets deltagare erövrade någon medalj.